# 篦齿蹄盖蕨
篦齿蹄盖蕨（学名：Athyrium pectinatum）为蹄盖蕨科蹄盖蕨属下的一个种。

## 扩展阅读
- 維基物種上的相關：篦齿蹄盖蕨